# 塚原真也
塚原 真也（つかはら しんや、1985年4月2日 - ）は、京都府京都市出身のサッカー指導者、元サッカー選手。日本サッカー協会公認A級ジェネラルコーチライセンス認定者。

## 来歴
京都パープルサンガユース、京都産業大学を経て、アミティエSC京都で選手兼指導者。トップチームコーチの職にあった2013年5月、吉田啓前監督の解任にともなって監督に就任。
2016年からはヴィッセル神戸のアカデミーにて指導にあたる。2019年12月24日、翌シーズンからのFC大阪監督就任が発表された。2022年のJFLで2位となり、クラブをJリーグ参入に導いた。しかしJリーグで指揮を執るのに必要なS級ライセンスを有していないため、同シーズン限りで監督を退任し、強化部ダイレクターに就任した。
2024年より、アビスパ福岡のトップチームコーチに就任。

## 所属クラブ
- アオヤマサッカークラブ
- 京都市立藤森中学校
- 2001年 - 2003年 京都パープルサンガユース
- 2004年 - 2007年 京都産業大学
- 2008年 - 2012年 アミティエSC京都/アミティエSC

## 指導歴
- 2009年 - 2015年 アミティエSC京都/アミティエSC
  - 2009年 - 2011年 普及部 コーチ
  - 2011年 - 2013年5月 トップチーム コーチ
  - 2013年5月 - 2015年 トップチーム 監督
- 2016年 - 2019年 ヴィッセル神戸
  - 2016年 - 2019年 普及部
  - 2018年 - 2019年 U15ss UMDSコーチ
- 2020年 - 2023年 FC大阪
  - 2020年 - 2022年 トップチーム 監督
  - 2023年 強化部ダイレクター
- 2024年 - アビスパ福岡
  - 2024年 トップチーム コーチ
  - 2025年 - トップチーム ヘッドコーチ

## 脚註
1. ↑  【トップチーム】吉田啓監督　解任のお知らせ｜アミティエ・スポーツクラブ - ウェイバックマシン（2013年6月9日アーカイブ分）
2. ↑   【トップチーム】塚原真也監督　就任のお知らせ｜アミティエ・スポーツクラブ - ウェイバックマシン（2013年6月18日アーカイブ分）
3. ↑  『塚原 真也 氏 FC大阪 トップチーム 監督就任のお知らせ』（プレスリリース）FC大阪、2019年12月24日。2020年3月6日閲覧。
4. ↑  塚原真也監督 退任および強化部ダイレクター就任のお知らせ | FC大阪
5. ↑  J3参入のFC大阪、八戸を率いた志垣良氏が新監督就任…昇格に導いた塚原真也監督はS級ライセンス無く強化部ダイレクターに就任【超ワールドサッカー】
6. ↑  明日J3リーグ開幕！FC大阪のJ3参入立役者、塚原真也前監督(現強化部ダイレクター)にインタビュー - 週刊ひがしおおさか
7. ↑  『塚原 真也 氏　トップチームコーチ 就任のお知らせ』（プレスリリース）アビスパ福岡、2023年12月28日。2023年12月29日閲覧。